# Flaga Hradca Králové
Flaga Hradca Králové (cz. Hradecká czy Královéhradecká vlajka) – flaga czeskiego miasta Hradec Králové stolicy kraju hradeckiego.

## Opis
Flaga miasta jest używana co najmniej od pierwszej połowy XIX wieku, ale nigdy nie była oficjalnie przyznana. Po 1989 r. flagi miasta wzniesione są na stałe przed budynkami magistratu (Plac Ulricha, Bulwar Wojska Czechosłowackiego), na Placu Masaryka oraz na masztach Mostu Praskiego.
Kolory i kolejność pasów na fladze miasta Hradec Králové pochodzą od kolorów figur oraz tarczy herbu miejskiego.
Przy przenosieniu kolorów na flagę barw występujących w herbie miasta się najpierw przenosi kolor głównej figury - srebrnego dwugoogoniastego lwa w koronie - a następnie tarczy. Dlatego jest na górze biały kolor (srebrny kolor lwa = biały), w środku żółty (według złotej litery G, którą trzyma w przednich łapach lew) oraz na dole czerwony (kolor tarczy).
Weksylologiczny opis flagy brzmi tak: Lista flagy składa się z trzech poziomych pasów, białego, żółtego oraz czerwonego. Proporcja szerokości do wysokości flagi ma się jak 3:2.